# Tursunoy Saidazimova
Tursunoy Saidazimova (în rusă Турсуной Саидазимова; n. 1911, Toshkent, Turkestanski krai⁠(d) – d. 19 mai 1928, Buxoro, Republica Sovietică Socialistă Uzbecă), transliterată ocazional ca Tursunoi Saidazimova, a fost una dintre primele actrițe uzbece din RSS Uzbecă și una dintre primele care au cântat pe scenă fără a purta un văl pe față. Ea a fost ucisă de soțul ei într-o crimă de onoare, la scurt timp după ce cariera ei a luat avânt.

## Cariera muzicală
Ea l-a cunoscut în anul 1926 la Tașkent pe poetul și compozitorul Hamza Niyazi, care s-a împrietenit cu ea și a convins-o să se alăture ansamblului de operă  A studiat teatrul la Studioul Dramatic Uzbec de la Moscova în perioada 1925–1927 și a fost elevă a lui Niyazi. Începând din 1927 a fost actriță a Uniunii Dramatice de Stat din Uzbekistan, unde a cântat pe scenă porțiuni muzicale la mai multe spectacole. Colegele ei actrițe au numit-o „privighetoarea uzbecă” ca urmare a faptului că avea o voce frumoasă și talent muzical.

## Uciderea ei
A fost ucisă de soțul ei la presiunea familiei sale pentru că i-a „dezonorat” cântând fără văl în 1928, când era doar o adolescentă. Moartea ei a fost deplânsă de comunitatea teatrală uzbecă; Niyazi a citit un elogiu scris de el la înmormântarea ei, făcând mai multe persoane să înceapă să plângă. Un poem scris de Niyazi pentru a comemora moartea ei a numit-o martiră a artelor; uciderea ei a fost amintită chiar și aproape un secol mai târziu și încă se mai fac eforturi pentru a-i păstra memoria. În ciuda faptului că colega ei Nurkhon Yuldashkhojayeva a fost ucisă în circumstanțe similare și s-a confruntat cu o atitudine de damnatio memoriae, Saidazimova a continuat să fie amintită, iar numele ei este prezent în presa teatrală în limba uzbecă, în mare parte datorită popularității poeziei „Тursunoi Marsiyasi” a lui Niyazi, care a asemănat povestea vieții ei cu cea a unei martire.